# Cap Formentor

Cap Formentor mit Leuchtturm

Cap de Formentor ist das östliche Ende der Halbinsel Formentor auf Mallorca und gleichzeitig der nördlichste Punkt dieser Baleareninsel. Die Mallorquiner nennen die Halbinsel auch Treffpunkt der Winde.

## Lage

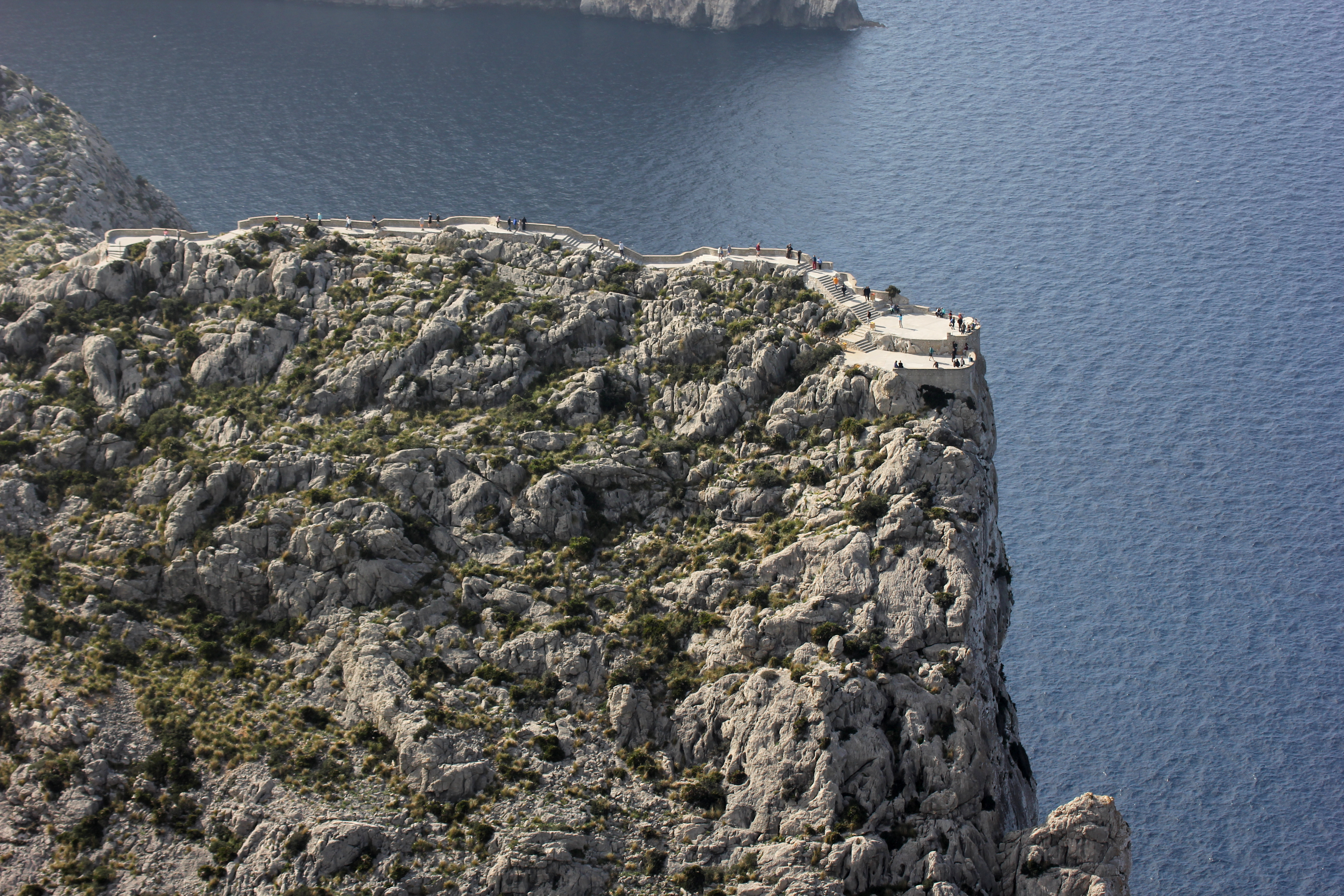
Aussichtsplattform am Cap de Formentor, Mirador del Mal Pas.

Cap de Formentor, die eindrucksvolle Steilküste mit dem höchsten Punkt Fumart 384 Meter über dem Meeresspiegel, und die dazugehörigen Buchten wie Cala Murta und Cala Pi de la Posada (Platja de Formentor) liegen am nördlichsten Punkt der Balearen-Insel Mallorca.

## Geschichte

Cap Formentor von der Seeseite

Das nördlichste Ende der mallorquinischen Welt haben Wind und Wasser bizarr geformt.
Miquel Costa i Llobera hat sich um die poetische Erschließung der Nordspitze Mallorcas verdient gemacht. Sein Gedicht Lo Pi de Formentor (Die Kiefer von Formentor) von 1875 ist wahrscheinlich das bekannteste Naturgedicht eines mallorquinischen Autors.
1892 wurde der Leuchtturm am Cap de Formentor gebaut und Treppen, Mauern und Wege tritt- und stolperfest in die Felsen geschlagen. Um das Baumaterial dorthin zu transportieren, wurde von der Cala Murta aus der erste befestigte Weg für Nutztiere, der antic camí, angelegt, der bergauf und bergab führt und die Schluchten kräfteschonend umgeht und dessen charakteristische Zickzack-Linienführung auch heute noch in der Landschaft zu erkennen sind. 
1919, als der Vater von Miquel Costa i Llobera starb, dem die Halbinsel Cap de Formentor und das Landgut Formentor damals gehörte, wurde sie in Parzellen aufgeteilt und verkauft.
1928 beschloss der in Argentinien geborene Adán Diehl an der Platja de Formentor – einem langgezogenen Sandstrand – das Hotel Formentor zu bauen. Das Haus wurde 1929 eröffnet. Der Deutsch-Argentinier Diehl versenkte darin sein Vermögen und musste vor den Gläubigern nach Frankreich fliehen. Doch die Liste seiner Gäste konnte sich sehen lassen: Charlie Chaplin, Winston Churchill oder auch Peter Ustinov verbrachten hier ihren Urlaub. Über viele Jahrzehnte war es eines der traditionsreichsten und angesehensten Hotels der Balearen. Doch zuletzt hatte es trotz der besonderen Lage am Cap an Renommee und Attraktivität verloren. Im Sommer 2024 soll das Hotel Formentor nach langer Renovierung als 5-Sterne-Hotel wieder eröffnen. Es wird künftig von der Four-Seasons-Gruppe betrieben.

## Straße
Die etwa 20 Kilometer lange Carettera de Formentor (Ma-2210), die von Port de Pollença zum Cap de Formentor führt, wurde in zwei Bauphasen errichtet. Der erste Abschnitt über den Col de la Creueta bis zur Playa de Formentor wurde um 1930 von Antonio Parietti, der auch für die Errichtung der berühmteren Straße nach Sa Calobra verantwortlich war, gebaut. Der zweite Abschnitt von der Playa Formentor bis zum Leuchtturm wurde nach 1945 vom Ingenieur Miquel Fortesa (1888–1969), damals Leiter der Abteilung für öffentliche Arbeiten der Balearen, entworfen und errichtet. 1951 wurde ein Tunnel bei Kilometer 13,6 der Carettera Ma-2210 von beiden Seiten durch den Fels geschlagen. Der Fumat-Tunnel ist 192 Meter lang, hat eine Fahrbahnbreite von 5,7 Meter sowie beidseits Bordsteine von 0,7 Meter.

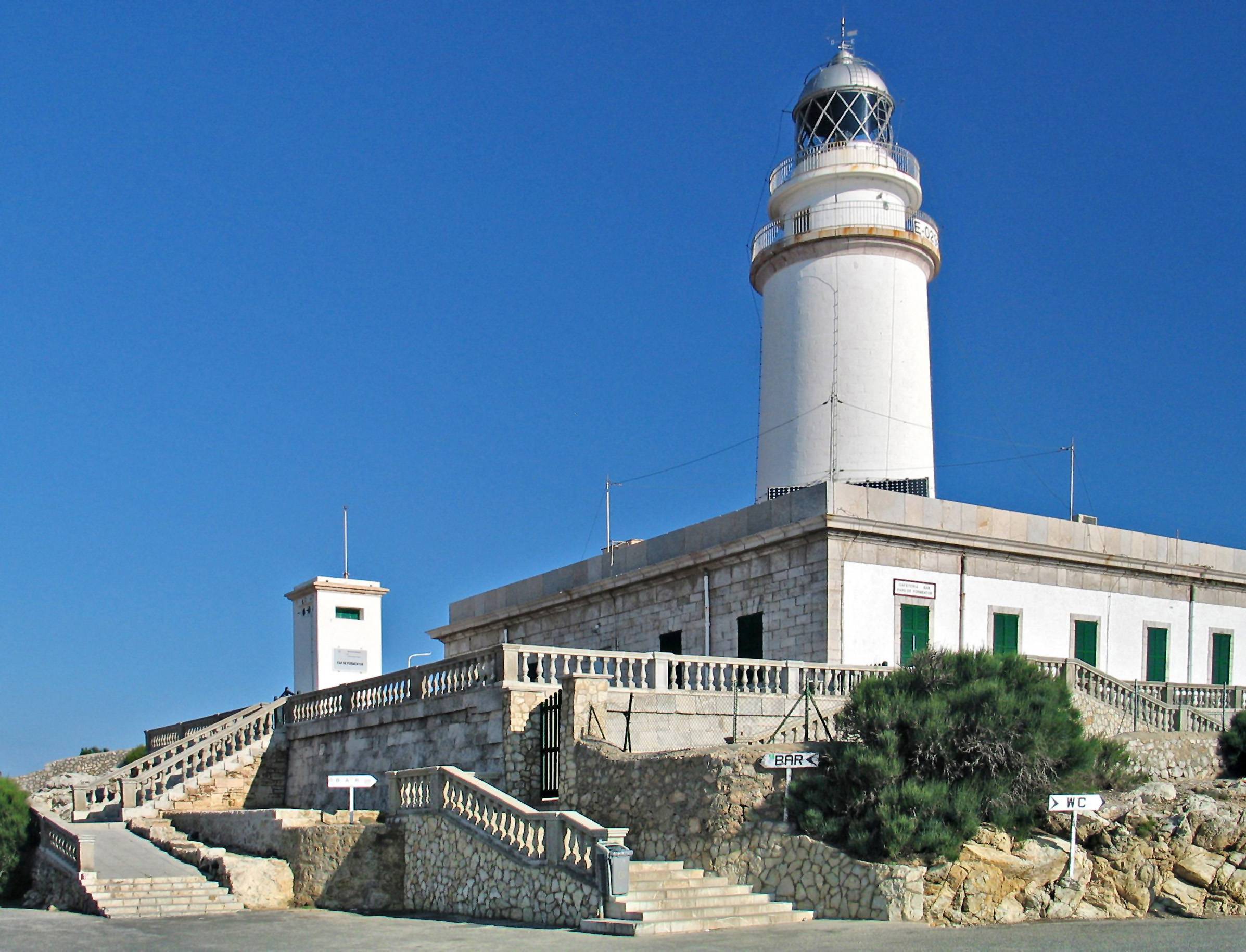
Leuchtturm am Cap Formentor

## Sehenswertes

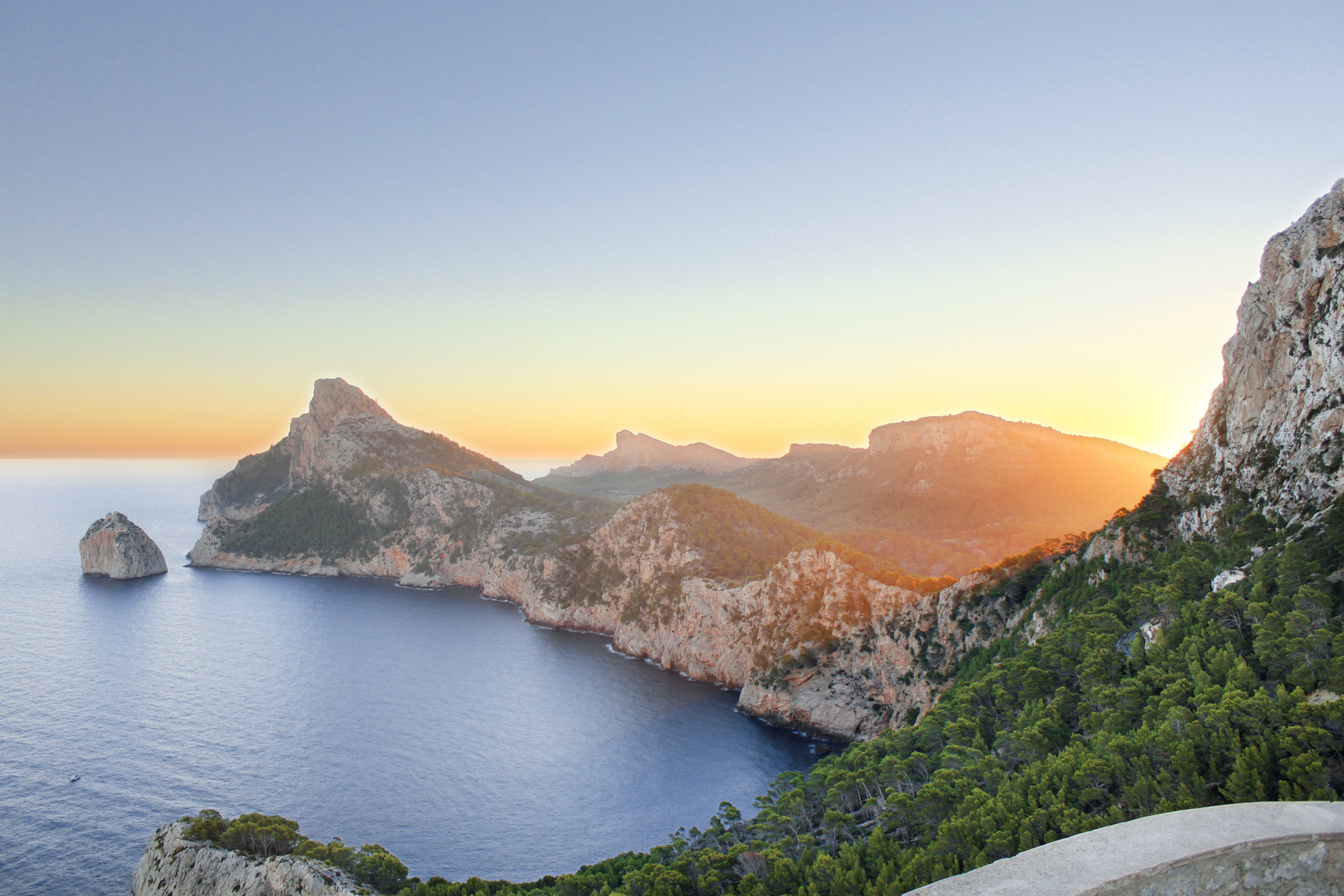
Cap de Formentor vom Aussichtspunkt Mirador Es Colomer

Die Landzunge hat etliche Aussichtspunkte mit spektakulären Ausblicken. Am bekanntesten ist der Mirador del Mal Pas, auch Mirador d'es Colomer nach der kleinen Insel El Colomer genannt, dessen Aussicht oben im Bild zu sehen ist. Der Rundblick von Mallorcas Finisterre reicht im Osten nach Menorca, im Westen zur Cala Fiquera, während im Süden Alcúdia mit seinem Sandstrand aufleuchtet. 300 Meter tiefer tost das Meer und es herrschen starke Winde.
Im südöstlichen Teil bei Racó de Xot befindet sich eine Höhle mit Öffnung zum Meer. Sie verfügt über zwei Eingänge, etwa acht Meter über der Wasseroberfläche gelegen. Die Höhle hat eine Länge von 90 Metern, eine Höhe von acht Metern und gehört zu den wichtigsten Fundstellen der prähistorischen Talayot-Kultur.
Sehenswerte Ausblicke hat man vom Racó d'En Tomàs und der Punta d'En Tomàs auf das Cap de Catalunya. Folgt man der Straße weiter, erreicht man den Leuchtturm, der von geschützten seltenen Pflanzenarten umgeben ist.

## Bedeutung der Winde
Die Winde, die sich hier treffen, nannten schon die Ureinwohner seit Jahrhunderten Tramuntana, Ponent, Migjorn und Llevant, die sogenannten „vier großen Brüder“, und ihre „Cousins“ Gregal, Mestral, Llebetx und Xaloc. Die Winde sind auch vielfach Namensgeber für Landschaften und Gebirge, wie zum Beispiel bei der Sierra de Tramuntana oder der Serres de Llevant.
Auf einer Insel wie Mallorca, die bis weit ins 20. Jahrhundert hinein vorwiegend vom Fischfang und der Landwirtschaft lebte, war es lebenswichtig, die Winde gut zu kennen, zum Beispiel welcher Wind Regen, Hitze oder Wind bringt.
Das amtliche Wetterinstitut befindet sich in Porto Pi, am Hafen von Palma, und ist für die internationale Schiff- und Luftfahrt und weitere Stellen zuständig.

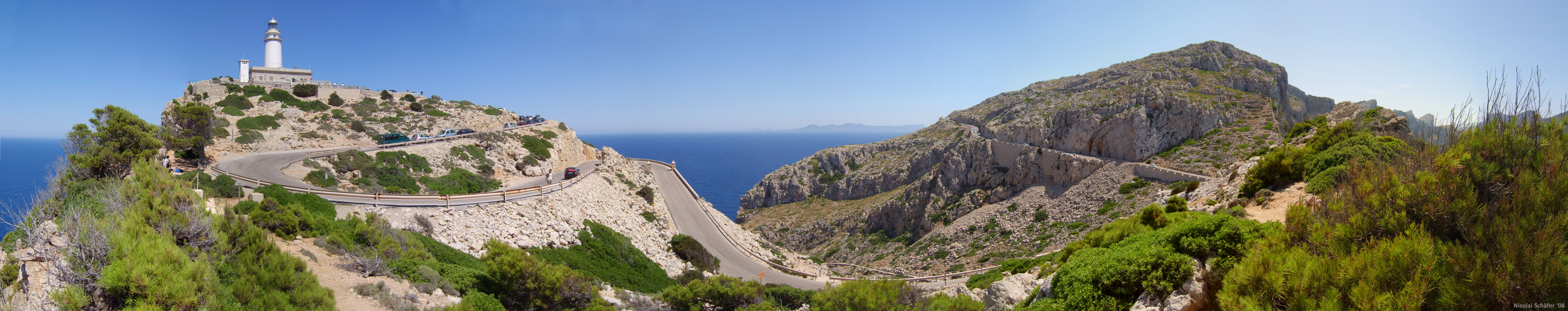
Panorama über das Cap de Formentor mit seinem Leuchtturm und der berühmten Steilküste

## Verkehr
Auf Grund der hohen Verkehrsfrequenz wurde die Nutzung der Ma-2011 mit privaten Kraftfahrzeugen erstmals im Jahr 2018 zwischen dem 15. Juni und dem 15. September eingeschränkt und Übertretungen mit Bußgeldern belegt. In dieser Zeit fährt ab Port de Pollença ein Linienbus im Pendelverkehr zum Leuchtturm. 